# Aphelinus lapisligni
Aphelinus lapisligni är en stekelart som beskrevs av Howard 1917. Aphelinus lapisligni ingår i släktet Aphelinus och familjen växtlussteklar. Inga underarter finns listade i Catalogue of Life.